# Szczipino (rejon mieżdurieczeński)
Szczipino (ros. Щипино) – wieś w Rosji, w rejonie mieżdurieczeńskim obwodu wołogodzkiego. W 2010 r. liczyła 17 mieszkańców.